# Parco regionale urbano Monte Orlando
Il parco regionale urbano Monte Orlando è un'area naturale protetta nel comune di Gaeta, in provincia di Latina, situato sul promontorio del comune, il Monte Orlando, di cui occupa circa i 3/4 del territorio.

## Territorio
Il Monte Orlando è un promontorio alto 171 m s.l.m. sito a Gaeta in provincia di Latina ed è un prolungamento naturale verso il Mar Tirreno dei Monti Aurunci (Preappennino Laziale). Il Monte, escluso il lato sud non è abitato ma è ricoperto da boschi. Monte Orlando è collegato alla terraferma tramite una striscia di terra (istmo) leggermente collinare ove vi sono il borgo e il quartiere moderno. Su di un fianco, si possono osservare il porto civile e quello militare e, sull'altra parte, la spiaggia di Serapo.

## Geologia
Il terreno è composto quasi esclusivamente da calcari meso-cenozoici (190-25 milioni di anni fa), altri terreni sono falesie, faglie, terre rosse e grotte (tra cui la Grotta del Turco). Da notare i fossili di foraminiferi bentomici, di alghe calcaree e di rudiste.

## Provvedimenti istitutivi
L'oasi fu istituita con la legge regionale n°47 del 22 ottobre 1986 e ha un'estensione di 53 ettari + 7 (entrambi in terraferma) + altri 30 di fondale marino. Altezza massima 171 metri, dov'è il mausoleo di Lucio Munazio Planco.

## Storia
Nel XVI secolo fu inglobata nella fortezza di Gaeta. 

## Luoghi di interesse
Nel suo interno si può ammirare la Montagna Spaccata, sorta di monumento a ridosso al mare, in cui forma una specie di canyon a strapiombo sul mar Tirreno, particolarmente suggestive e visitabili anche direttamente dalla collina. Subito prima è possibile ammirare la Grotta del Turco.
Sulla vetta del Monte Orlando si trova il mausoleo, eretto nel 22 a.C., di Lucio Munazio Planco, console romano che morì a Gaeta.

## Flora e fauna
La flora è rappresentata dalla classica macchia mediterranea mentre la fauna dal riccio comune, toporagno, biacco, falco pellegrino, cormorano, nitticora, falco pecchiaiolo, gruccione, etc.

## Attività sportive
Dei sentieri consentono di praticare trekking, mountain biking e ciclismo tra il verde e la maestosità dei panorami. Solo in alcuni tratti costieri del monte Orlando, non gestiti dall'ente gestore del parco, è consentita la pesca.
Vi sono inoltre numerose vie di arrampicata libera e sportiva (quest'ultima è possibile praticarla dal 1 agosto al 20 febbraio) sulle falesie a picco sul mare.